# Peter Rennert
Peter Rennert, né le 26 décembre 1958 à Great Neck, est un ancien joueur de tennis professionnel américain.

## Carrière
Il a atteint les quarts de finale en simple de l'Open d'Australie en 1979 et 1980.
En double, il a remporté 2 titres en 1982 avec John McEnroe et a atteint les demi-finales de l'Open d'Australie en 1982 avec Ferdi Taygan.

## Palmarès

### Titres en double messieurs
| No | Date       | Nom et lieu du tournoi                  | Catégorie | Dotation  | Surface      | Partenaire   | Finalistes                  | Score    |  |
| -- | ---------- | --------------------------------------- | --------- | --------- | ------------ | ------------ | --------------------------- | -------- |  |
| 1  | 07-06-1982 | The Stella Artois Championships Londres |           | 150 000 $ | Gazon (ext.) | John McEnroe | Victor Amaya Hank Pfister   | 7-6, 7-5 |  |
| 2  | 11-10-1982 | Australian Indoor Championship Sydney   |           | 200 000 $ | Dur (int.)   | John McEnroe | Steve Denton Mark Edmondson | 6-3, 7-6 |  |

### Finales en double messieurs
| No | Date       | Nom et lieu du tournoi                              | Catégorie | Dotation  | Surface         | Vainqueurs                      | Partenaire     | Score         |  |
| -- | ---------- | --------------------------------------------------- | --------- | --------- | --------------- | ------------------------------- | -------------- | ------------- |  |
| 1  | 07-07-1980 | Miller Lite Hall of Fame Championships Newport (RI) |           | 100 000 $ | Gazon (ext.)    | Andrew Pattison Butch Walts     | Fritz Buehning | 7-6, 6-4      |  |
| 2  | 23-03-1981 | Cuore Cup Milan                                     |           | 175 000 $ | Moquette (int.) | Brian Gottfried Raúl Ramírez    | John McEnroe   | 7-6, 6-3      |  |
| 3  | 25-10-1982 | Seiko World Super Tennis Tokyo                      |           | 300 000 $ | Moquette (int.) | Tim Gullikson Tom Gullikson     | John McEnroe   | 6-4, 3-6, 7-6 |  |
| 4  | 10-10-1983 | Australian Indoor Championship Sydney               |           | 200 000 $ | Dur (int.)      | Mark Edmondson Sherwood Stewart | John McEnroe   | 6-2, 6-4      |  |